# Helicops danieli
Helicops danieli är en ormart som beskrevs av Amaral 1938. Helicops danieli ingår i släktet Helicops och familjen snokar.
Artens utbredningsområde är Colombia. Inga underarter finns listade i Catalogue of Life.
Honor lägger inga ägg utan föder levande ungar. Arten lever i låglandet och i kulliga regioner upp till 500 meter över havet. Den vistas i regnskogar och andra skogar. Individerna simmar ofta.
Beståndet påverkas av landskapsförändringar och av vattenföroreningar. Hela populationen anses fortfarande vara stabil. IUCN listar arten som livskraftig (LC).